# Гібридна сонячна електростанція

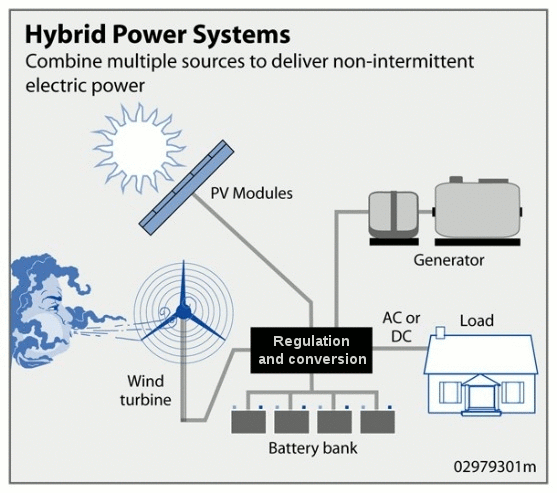
Гібридна сонячна та вітрова системи

Сонячні гібридні енергетичні системи - це гібридні енергетичні системи, які поєднують сонячну енергію від фотоелектричної системи з іншим джерелом енергії, що генерує енергію. Одним з таких типів є фотоелектрична дизельна гібридна система поєднує фотоелектричні модулі та дизельні генератори, оскільки PV майже не має експлуатаційних витрат і розглядається з пріоритетом в електромережі. Дизельні генератори використовуються для компенсації зазору між поточним навантаженням та фактичною генерованою потужністю фотоелектричної системи.
Оскільки сонячна енергія коливається, а генеруюча потужність дизельних генетичних установок обмежена певним діапазоном, широкого розповсюдження набувають системи із акумуляторними батареями, для оптимізації внеску сонячної енергії в загальне виробництво гібридної системи.
По мірі падіння цін на акумуляторні батареї, вони будуть все більш широко застосовуватись у якості резервних джерел живлення у гібридних сонячних станціях.
На основі дослідження 2015 року, проведеного у семи країнах, зробили висновки, що у всіх випадках генерації витрати можна зменшити за рахунок гібридизації міні-мереж та ізольованих мереж. Однак витрати на фінансування дизельних електромереж із сонячною електростанцією мають вирішальне значення і значною мірою залежать від структури власності електростанції. Хоча зниження витрат для комунальних підприємств, що перебувають у державній власності, може бути значним, дослідження також виявило, що короткострокові економічні вигоди будуть незначними або навіть негативними для некомунальних підприємств, таких як незалежні виробники електроенергії, враховуючи історичні витрати на момент дослідження.
Інші сонячні гібриди включають сонячно-вітрові системи. Поєднання енергії вітру та сонячної енергії має ту перевагу, що два джерела доповнюють одне одного, оскільки пікові години роботи кожної системи припадають на різний час доби та року. Виробництво енергії такої гібридної системи є більш постійним і коливається менше, ніж кожна з двох складових підсистем.
Переривчаста / невіддана сонячна енергія за переважаючих низьких тарифів, що поєднується з накопичувачем тепла, може запропонувати найдешевшу енергію цілодобово за запитом.

## Сонячні теплові гібридні системи
Незважаючи на те, що сонячна фотоелектрична енергія генерує дешевшу періодичну енергію в денний час, вона потребує підтримки гарантованих джерел енергії для цілодобового живлення. Сонячні теплові електростанції з тепловим накопичувачем — це екологічно чисте виробництво електроенергії, яке цілодобово забезпечує електроенергію. Вони можуть ідеально задовольнити потребу в навантаженні і працювати як електростанції базової генерації, коли видобута сонячна енергія виявляється надлишковою за день. Правильне поєднання сонячної теплової енергії (тип теплового накопичувача) та сонячної фотоелектричної фотокамери може повністю відповідати коливанням навантаження без необхідності використання поки що дорогих акумуляторних батарей.
У денний час, додаткове споживання електроенергії сонячною тепловою електростанцією становить майже 10 % від її номінальної потужності, яке витрачається на перетворення сонячної енергії у теплову. Ця допоміжна потреба в енергії може бути забезпечена із більш дешевих сонячних панелей, якщо спроектувати гібридну сонячну електростанцію з поєднанням сонячних теплових та сонячних фотоелектричних установок на об'єкті. Крім того, для оптимізації вартості електроенергії, генерація може здійснюватися з більш дешевшої сонячної фотоелектричної установки (генерація 33 %) при денному освітленні, тоді як решту часу протягом доби — сонячна теплова акумуляторна установка (67 % генерації від сонячної енергетичної башти для виконання 24-годинної роботи базового навантаження. Коли сонячна теплова акумуляторна установка змушена простоювати, через відсутність місцевого сонячного світла під час похмурих днів у сезон мусонів, також можна споживати дешевий надлишок / негарантовану потужність від сонячних фотоелектричних, вітрових та гідроелектростанцій шляхом нагрівання розплавленої солі до більш високої температури, для перетворення накопиченої теплової енергії в електроенергію в години пікових потреб, коли ціна на продаж електроенергії є більш вигідною.

## Галерея

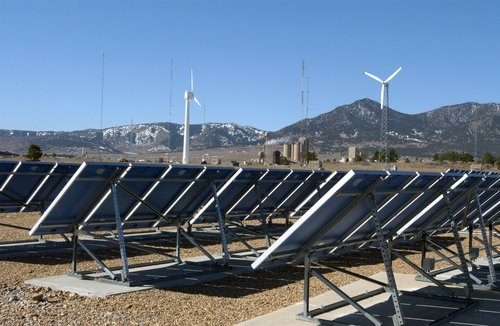
Типова вітряна та сонячна гібридна система
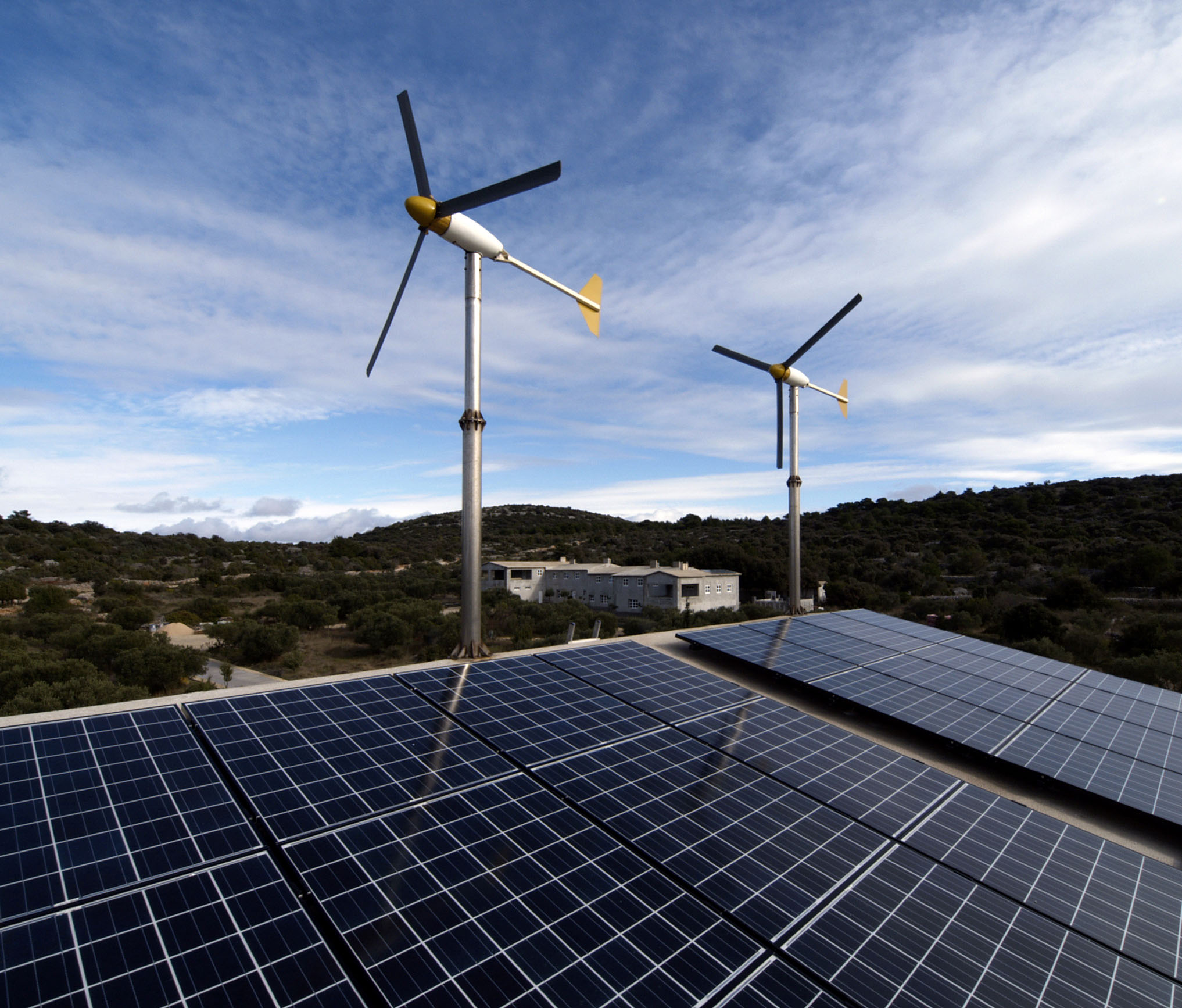
Гібрид на Жирє, Хорватія
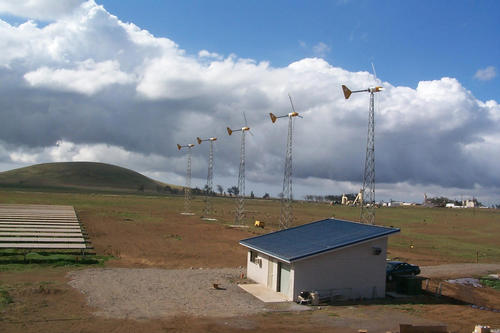
Невелика гібридна система вітру та сонця